# Ferrari 350 Can Am
La 350 Can Am è un'autovettura da competizione prodotta dalla Ferrari nel 1967 in due esemplari.

## Il contesto
La nascita di questo modello va ricercata nel cambiamento delle regole del Campionato del Mondo Sport Prototipi deciso per la stagione 1968. I nuovi regolamenti limitavano infatti la cilindrata dei motori a 3000 cm³, ed in questo modo le vetture Ferrari che partecipavano a questo Campionato, cioè la 330 P4 e la 412 P, diventarono superate. La Ferrari decise quindi, su richiesta di Luigi Chinetti, di modificare profondamente due esemplari della “412 P” per adattarle al Campionato CanAm, con l'aumento della cilindrata del motore e la revisione della linea della carrozzeria per aumentare l'efficienza aerodinamica: nacque così la “350 Can Am”.
La sigla numerica del modello richiamava la cilindrata unitaria del motore (cioè quella relativa ad un solo cilindro), che era circa di 350 cm³.

## Le competizioni
Il modello partecipò al Campionato CanAm del 1967, sotto le insegne della NART di Luigi Chinetti, con scarsi risultati. Il miglior piazzamento fu un quinto posto al Gran Premio di Monterey, Circuito di Laguna Seca, con alla guida Chris Amon. Il motivo del fallimento del modello andava ricercato nella più bassa cilindrata del motore della “350 Can Am” rispetto alle vetture antagoniste. A stagione conclusa, gli esemplari vennero venduti a piloti privati.

## Caratteristiche tecniche
Il motore era un V12 a 60° posteriore e longitudinale. L'alesaggio e la corsa erano rispettivamente di 79 mm e 71 mm, che portavano la cilindrata totale a 4176,22 cm³. Il rapporto di compressione era di 11:1. La potenza massima erogata dal propulsore era di 480 CV a 8500 giri al minuto.
La distribuzione era formata da un doppio albero a camme in testa che comandava tre valvole per cilindro. Come impianto d'alimentazione montava un sistema di iniezione indiretta Lucas. L'accensione era doppia ed il relativo impianto comprendeva due spinterogeni. La lubrificazione era a carter secco, mentre la frizione era multidisco.
Le sospensioni erano indipendenti, con quadrilateri trasversali, molle elicoidali, ammortizzatori telescopici e barra stabilizzatrice. I freni erano a disco, mentre la trasmissione era formata da un cambio a cinque rapporti più la retromarcia. Lo sterzo era a pignone e cremagliera.
Il telaio era tubolare in acciaio, mentre la carrozzeria era spider a due posti.
La velocità massima raggiunta dalla “350 Can Am” era di 315 km/h.